# BAD TUNING
『BAD TUNING』（バッド・チューニング）は、日本の歌手である沢田研二の14作目となるオリジナルアルバム。
1980年7月21日にポリドール （現ユニバーサルミュージック）からLP盤でリリースされた。
その後CD化され、1991年と1996年に東芝EMIから、また2005年にはユニバーサルミュージックから再リリースされている。

## 解説
本作は前作同様テクノなど近未来を意識した楽曲が多く、早川タケジのデザインによるSF的、中性的なデザインもそうしたイメージを盛り立てている作品である。またスタジオレコーディングとライブレコーディングが入り混じるユニークな制作方法を用いている。作詞では糸井重里の他に、岡田冨美子、島武実、浅野裕子、大津彰と初顔合わせの作詞家が多い。作曲では鈴木キサブロー、宇崎竜童が同じく初顔合わせとなっている。編曲は前作に引き続き全て後藤次利。演奏はライブ録音にALWAYSが参加している。

## 収録曲
- 全編曲：後藤次利

1. 恋のバッド・チューニング
  - 作詞:糸井重里／作曲:加瀬邦彦
2. どうして朝
  - 作詞:岡田冨美子／作曲:鈴木キサブロー
3. WOMAN WOMAN
  - 作詞:岡田冨美子／作曲:鈴木キサブロー
4. PRETENDER
  - 作詞:島武実／作曲:宇崎竜童
5. マダムX
  - 作詞:浅野裕子／作曲:後藤次利
6. アンドロメダ
  - 作詞:岡田冨美子／作曲:鈴木キサブロー
7. 世紀末ブルース
  - 作詞:浅野裕子／作曲:大野克夫

「恋のバッド・チューニング」のB面曲。
8. みんないい娘
  - 作詞:糸井重里／作曲:加瀬邦彦
9. お月さん万才！
  - 作詞:大津彰／作曲:鈴木キサブロー
10. 今夜の雨はいい奴
  - 作詞:岡田冨美子／作曲:加瀬邦彦

## 参加ミュージシャン
「恋のバッド・チューニング」
「みんないい娘」
- 佐藤準 - キーボード
- 後藤次利 - ベース
- 林立夫 - ドラムス
- 今剛 - エレクトリック・ギター
- 鈴木茂 - エレクトリック・ギター
- 加藤高志グループ - ストリングス（「みんないい娘」のみ）
- のこいのこ - コーラス（「恋のバッド・チューニング」のみ）
- 若子内悦郎 - コーラス
- Shokichi Yoshizawa - コーラス

「お月さん万才!」
- 羽田健太郎 - キーボード
- 西本明 - キーボード
- 後藤次利 - ベース
- 滝本季延 - ドラムス
- 土方隆行 - エレクトリック・ギター
- 加藤高志グループ - ストリングス

「世紀末ブルース」
「どうして朝」
「WOMAN WOMAN」
「アンドロメダ」
「マダムX」
「今夜の雨はいい奴」
「PRETENDER」
- 「ALWAYS」
  - 鈴木二郎 - ドラムス
  - 沢健一 - エレクトリック・ギター
  - 柴山和彦 - エレクトリック・ギター、アコースティック・ギター
  - 羽岡利幸 - キーボード
  - 西平彰 - キーボード
  - 吉田建 - ベース